# Drienovská jaskyňa
Drienovská jaskyňa – jaskinia krasowa w Krasie Słowacko-Węgierskim na Słowacji. Długość poznanych korytarzy jaskini wynosiła w 2012 r. 1588 m, a rozpiętość w pionie – 84 m.

## Położenie
Jaskinia znajduje się w południowo-wschodniej części Płaskowyżu Jasowskiego (słow. Jasovská planina), w dolinie potoku Miglinc, na obszarze katastralnym wsi Drienovec. Jej wylot znajduje się na wysokości 245 m n.p.m., ok. 1,5 km na północ od centrum wsi, na skraju lasu, ok. 300 m na północ od ośrodka wypoczynkowego Drienovské kúpele.

## Geneza i morfologia
Jaskinia Drienovská uznawana jest za jaskinię typu fluwiokrasowego, z aktywnym ciekiem wodnym, choć ostatnie prace w niej prowadzone wskazują na jej poligenetyczne pochodzenie. Powstała w pochodzących ze środkowego triasu jasnych wapieniach tzw. wettersteinskich, a miejscami w wapiennych zlepieńcach budujących płaszczowinę silicką. Jaskinia rozwinięta jest w czterech poziomach. Jej korytarze ciągną się w linii szczelin i uskoków tektonicznych, poszerzonych wydatnie erozyjno-korozyjną działalnością płynących pod ziemią wód. Dnem jaskini płynie tok potoku Miglinc, który tworzy miejscami podziemne jeziorka i niewielkie wodospady. Zasilają go m.in. wody przesiąkające przez żwirowe podłoże kotliny w okolicy miejscowości Debraď oraz wody Bodvy, które częściowo przenikają w głąb skał wapiennych ponorami położonymi na północ od Moldavy nad Bodvou. Wody te wypływają z systemu jaskiniowego jako Wywierzysko Drienowskie (słow. Drienovská vyvieračka), którego wydajność waha się w granicach 160-240 litrów na sekundę. Górne partie jaskini tworzą wielkie komory pochodzenia zawaliskowego.
Jaskinia posiada bogatą szatę naciekową, w której wyróżniają się ładne stalagmity i stalagnaty oraz „wodospady” i draperie naciekowe na ścianach komór. Zwracają uwagę unikalne kryształy kalcytu i powłoki z krystalicznego gipsu. Zwłaszcza znalezione w najwyższych częściach jaskini utwory kalcytowe z kryształami dochodzącymi do 30 cm długości i ich uformowanie w kształt geod zdają się dowodzić, że górne piętro jaskini formowały procesy hipergeniczne.

## Fauna jaskini
We wschodniej części Krasu Słowackiego Jaskinia Drienovská tworzy wraz z Jaskinią Jasowską ważne zimowisko nietoperzy. Doliczono się w niej aż 13 gatunków zimujących nietoperzy. Najczęściej spotykane są: podkowiec śródziemnomorski (Rhinolophus euryale), podkowiec duży (Rhinolophus ferrumequinum), nocek duży (Myotis myotis) i karlik malutki (Pipistrellus pipistrellus).

## Historia eksploracji
Jaskinia została prawdopodobnie odkryta w drugiej połowie XIX w. przez rozkopanie żwirowego stożka napływowego przy wywierzysku. Górne części zbadali w 1984 r. speleolodzy z Rożniawy, znajdując tam również ślady starszych, chociaż do dziś nieznanych odkrywców. Dalszy ciąg jaskini za zawałem w Zaginionej Sali (słow. Stratený dóm) odkryli rok później speleolodzy z Koszyc.

## Ochrona jaskini
Jaskinia Drienovská leży na terenie Parku Narodowego Kras Słowacki. Od 1996 r. jest dodatkowo chroniona jako narodowy pomnik przyrody (słow. Národná prírodná pamiatka). W 1995 r. była wraz z innymi jaskiniami wpisana na listę Światowego Dziedzictwa UNESCO pod wspólną nazwą „Jaskinie Krasu Słowackiego i Aggteleckiego” (słow. Jaskyne Slovenského krasu a Aggteleckého krasu).